# Scorpaeniformes
L'ordine Scorpeniformes comprende centinaia di specie di pesci ossei per la grande maggioranza marini. Sono quasi tutti predatori e molte specie possiedono spine velenose su pinne e corpo.

## Distribuzione
Gli Scorpeniformi sono diffusi in tutte le acque salate della Terra, dalle acque polari all'equatore.

## Classificazione

### Sottordine Anoplopomatoidei
- Anoplopomatidae

### Sottordine Cottoidei

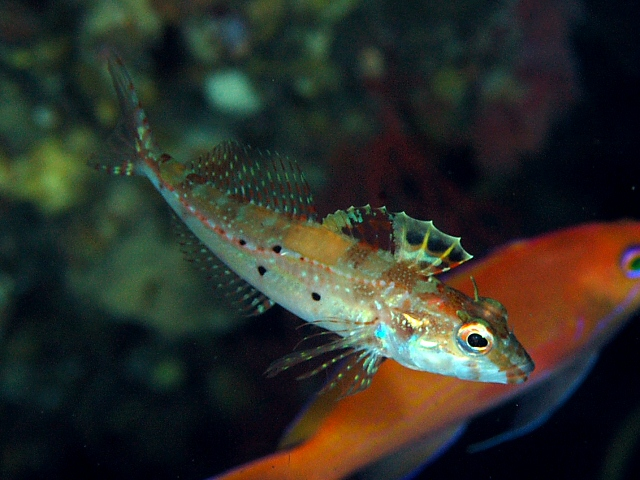
Pseudoblennius argenteus, Cottidae

- Superfamiglia Cottoidea
  - Abyssocottidae
  - Agonidae
  - Bathylutichthyidae
  - Comephoridae
  - Cottidae
  - Cottocomephoridae
  - Ereuniidae
  - Hemitripteridae
  - Psychrolutidae
  - Rhamphocottidae
- Superfamiglia Cyclopteroidea
  - Cyclopteridae
  - Liparidae

### Sottordine Dactylopteroidei

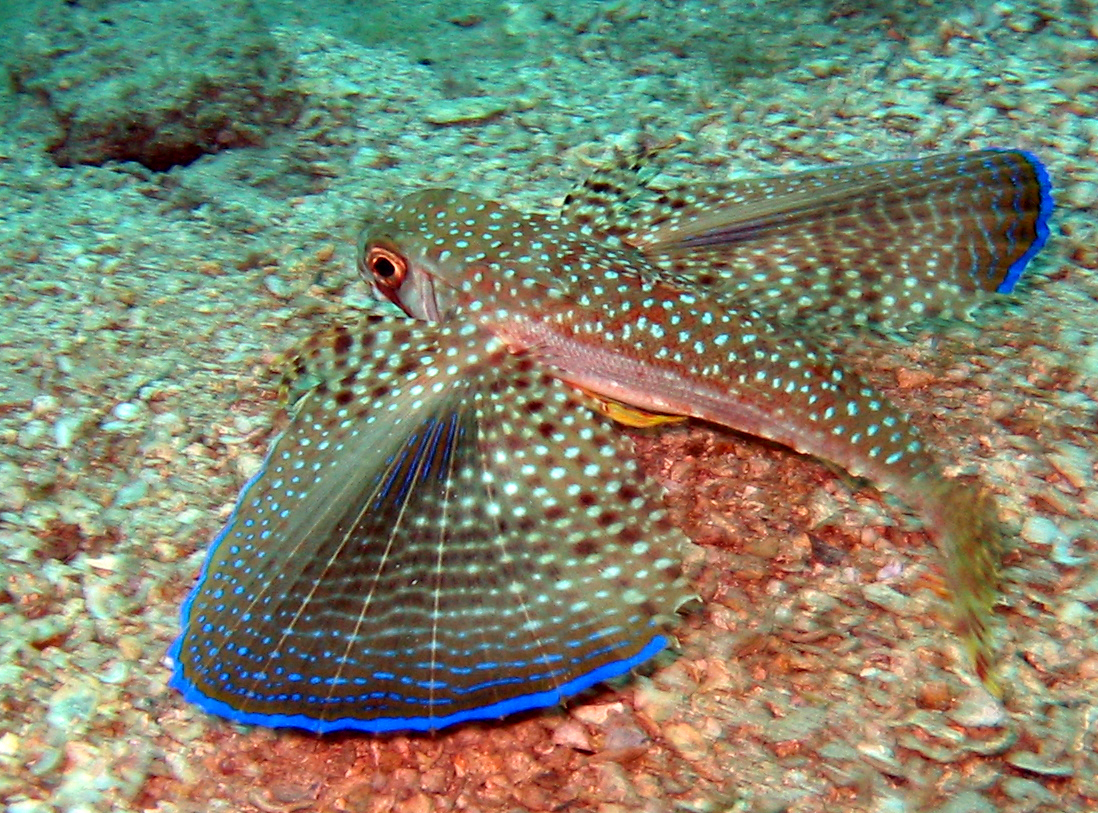
Dactylopterus volitans, Dactylopteridae

- Dactylopteridae

### Sottordine Hexagrammoidei
- Hexagrammidae

### Sottordine Normanichthyiodei
- Normanichthyidae

### Sottordine Platycephaloidei
- Bembridae
- Hoplichthyidae
- Parabembridae
- Platycephalidae

### Sottordine Scorpaenoidei

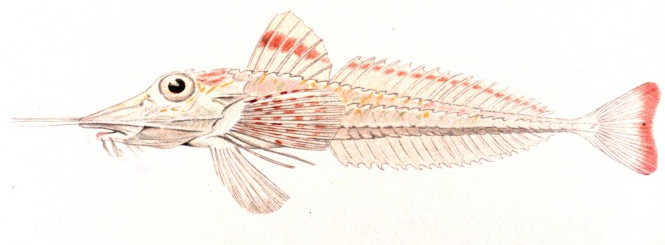
Peristedion gracile, Peristediidae

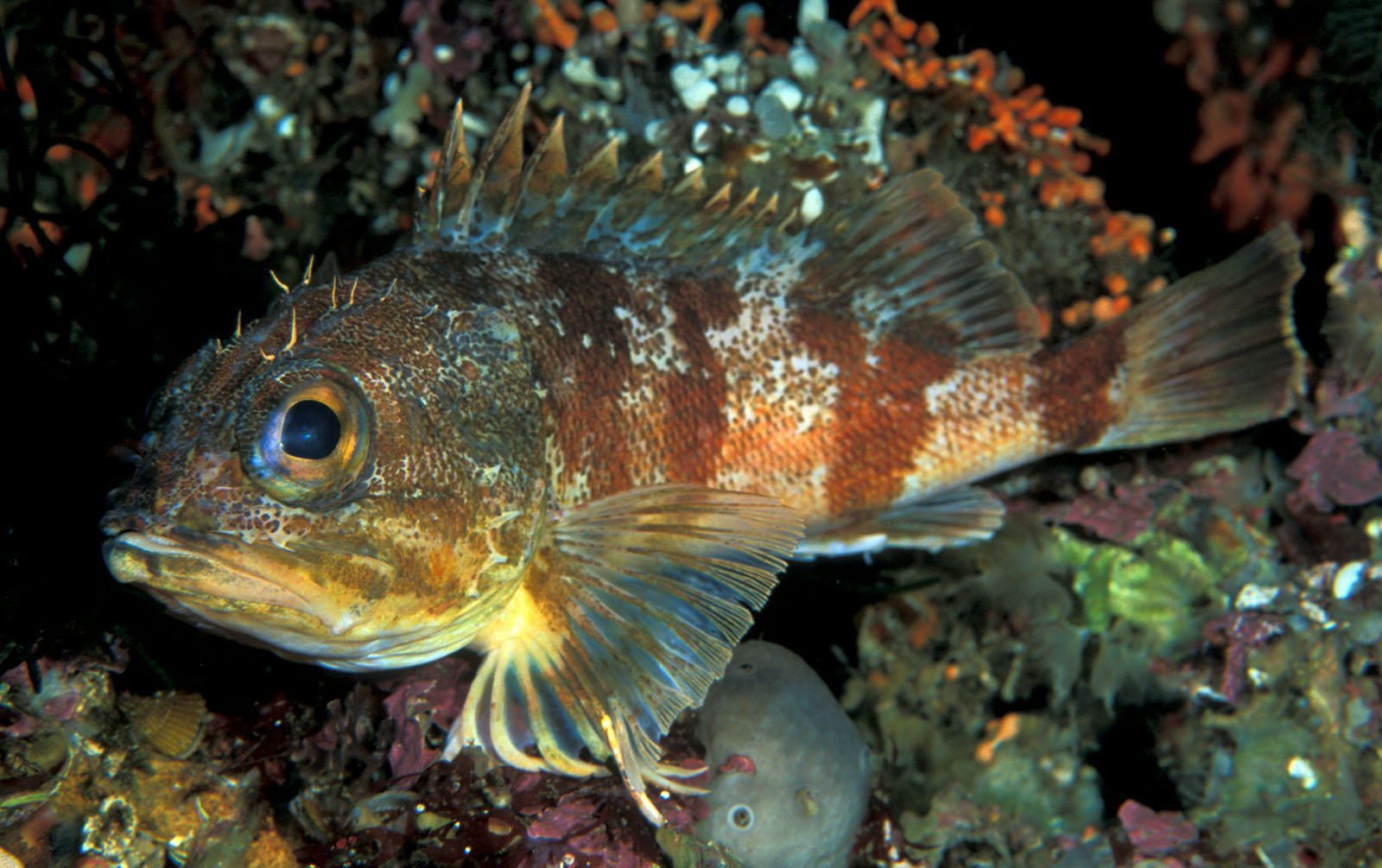
Helicolenus percoides, Sebastidae

- Apistidae
- Aploactinidae
- Caracanthidae
- Congiopodidae
- Eschmeyeridae
- Gnathanacanthidae
- Neosebastidae
- Pataecidae
- Peristediidae
- Plectrogenidae
- Scorpaenidae
- Sebastidae
- Setarchidae
- Synanceiidae
- Tetrarogidae
- Triglidae